# Anarhichas denticulatus
Anarhichas denticulatus és una espècie de peix de la família dels anaricàdids i de l'ordre dels perciformes.

## Descripció
- Cos rabassut (semblant a una anguila grossa), de 180 cm de llargària màxima, de 20 kg de pes i de color negre blavós amb taques borroses als flancs.
- Cap gros i punxegut.
- Dents fortes (semblants a les canines al davant i arrodonides o punxegudes al darrere).
- Aleta caudal ben desenvolupada i separada.
- Aleta dorsal d'amplada uniforme des de la part superior del cap fins a la base de l'aleta caudal.
- Aleta anal acabada a la base de l'aleta caudal.
- Carn tova i aquosa.[7]

## Reproducció
Té lloc a grans fondàries.

## Alimentació
Menja grumers, ctenòfors, peixets (com ara, Macrourus berglax i Sebastes sp.), equinoderms, crustacis (Pandalus borealis, entre d'altres) i mol·luscs. És poc propens al canibalisme.

## Hàbitat i distribució geogràfica
És un peix marí, bentopelàgic (entre 60 i 1.700 m de fondària, normalment entre 100 i 900), oceanòdrom i de clima polar (80°N-43°N, 65°W-61°E), el qual viu a les àrees d'alta mar de l'Atlàntic nord (Spitsbergen, Nova Terra, el mar de Barentsz, el mar de Noruega, les illes Shetland i Fèroe, Islàndia, el sud-est de Groenlàndia i, ocasionalment el nord de la mar del Nord i Skagerrak) i de l'Atlàntic occidental (des de l'Àrtic fins als Territoris del Nord-oest, el Quebec, el golf de Sant Llorenç, Nova Escòcia i el Cap Cod -Massachusetts-).

## Observacions
És inofensiu per als humans i, a causa de la seua grandària i àmplia distribució geogràfica, gaudeix d'una certa importància comercial.